# James D. Williams

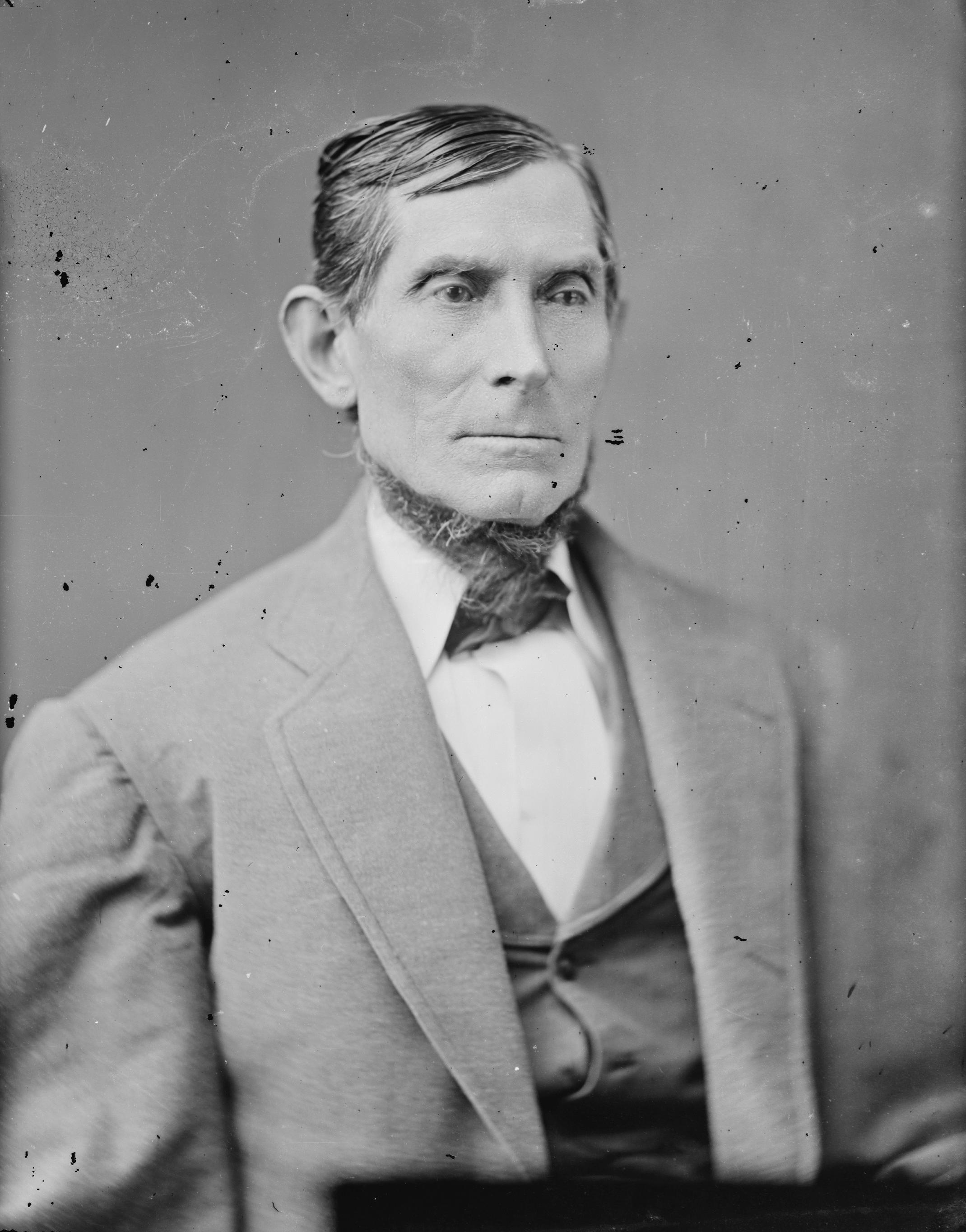
James D. Williams

James Douglas Williams (* 16. Januar 1808 im Pickaway County, Ohio; † 20. November 1880 in Indianapolis, Indiana) war ein US-amerikanischer Politiker (Demokratische Partei) und von 1877 bis 1880 der 17. Gouverneur des Bundesstaates Indiana, den er außerdem im Kongress vertrat.

## Frühe Jahre
James Williams kam schon in jungen Jahren mit seinen Eltern in das Knox County in Indiana. Dort besuchte er die Grundschule. Anschließend war er in der Landwirtschaft tätig. Sein ganzes Leben lang sollte er mit diesem Wirtschaftszweig verbunden bleiben.

## Politische Laufbahn
Williams’ politischer Aufstieg begann im Jahr 1839 als Friedensrichter in Vincennes. Dieses Amt übte er vier Jahre lang aus. Zwischen 1843 und 1872 saß er mehrfach sowohl im Repräsentantenhaus als auch im Senat von Indiana. Zwischen 1855 und 1871 war er außerdem Mitglied des Landwirtschaftsrats seines Staates. 1872 bewarb er sich erfolglos um einen Sitz im US-Senat. Im gleichen Jahr war er Delegierter zur Democratic National Convention in Baltimore. Am 4. März 1875 zog er nach erfolgreicher Wahl in das Repräsentantenhaus der Vereinigten Staaten ein.
Dieses Mandat legte er am 1. Dezember 1876 nieder, nachdem er gegen den späteren republikanischen US-Präsidenten Benjamin Harrison zum Gouverneur von Indiana gewählt worden war. Williams trat sein neues Amt am 8. Januar 1877 an. In seiner Amtszeit begannen die Arbeiten am heutigen Indiana Statehouse. Als Gouverneur musste er einen Eisenbahnerstreik beilegen. Außerdem kam es damals auch zu Arbeiterunruhen im Land, mit denen sich der Gouverneur und seine Regierung auseinandersetzen mussten. James Williams erlebte das Ende seiner Amtszeit nicht mehr: Er starb im November 1880 im Amt. Er war mit Nancy Huffman verheiratet, mit der er vier Kinder hatte.